# موسی اشیری
ابوعمران، موسی بن بن حجاج اشیری (؟ - ۱۱۹۳م) محدث الجزایری در سدهٔ ششم هجری بود. به اندلس رفت و در سال‌های ۵۳۵ق تا ۵۴۰ق، در اشبیلیه ساکن شد. در کوردوبا و المریا نیز از بزرگان حدیث دانش آموخت. سپس به الجزیره بازگشت و به تدریس پرداخت.